# Kicsi lány
A Kicsi lány Szandi első albuma. 1989-ben jelent meg. A MAHASZ slágerlistáján a 3. helyig jutott. 270 000 példányban kelt el, ezzel Szandi lett a legfiatalabb platinalemezes énekes.[forrás?] Fenyő Miklós írta a dalok nagy részét, valamint egy dalt Szikora Róbert is írt (Bizonyítvány).
Több dal külföldi, 1960-as évekbeli slágerek feldolgozása. A címadó dal az Itsy-Bitsy Teenie Weenie Yellow Polkadot Bikini című dal feldolgozása, a Nyugi doki a Stupid Cupidé, a Papa engedj Connie Francis Robot Man, az Új fiú pedig Little Eva He Is the Boy című számáé.

## Dalok
1. Kicsi lány
2. Álmodozás
3. Bizonyítvány
4. Új fiú
5. Ne szólj szám
6. Majdnem Monroe
7. Papa engedj
8. Egy nápolyi
9. Nyugi doki
10. Keleti lány